# راس الناقورة

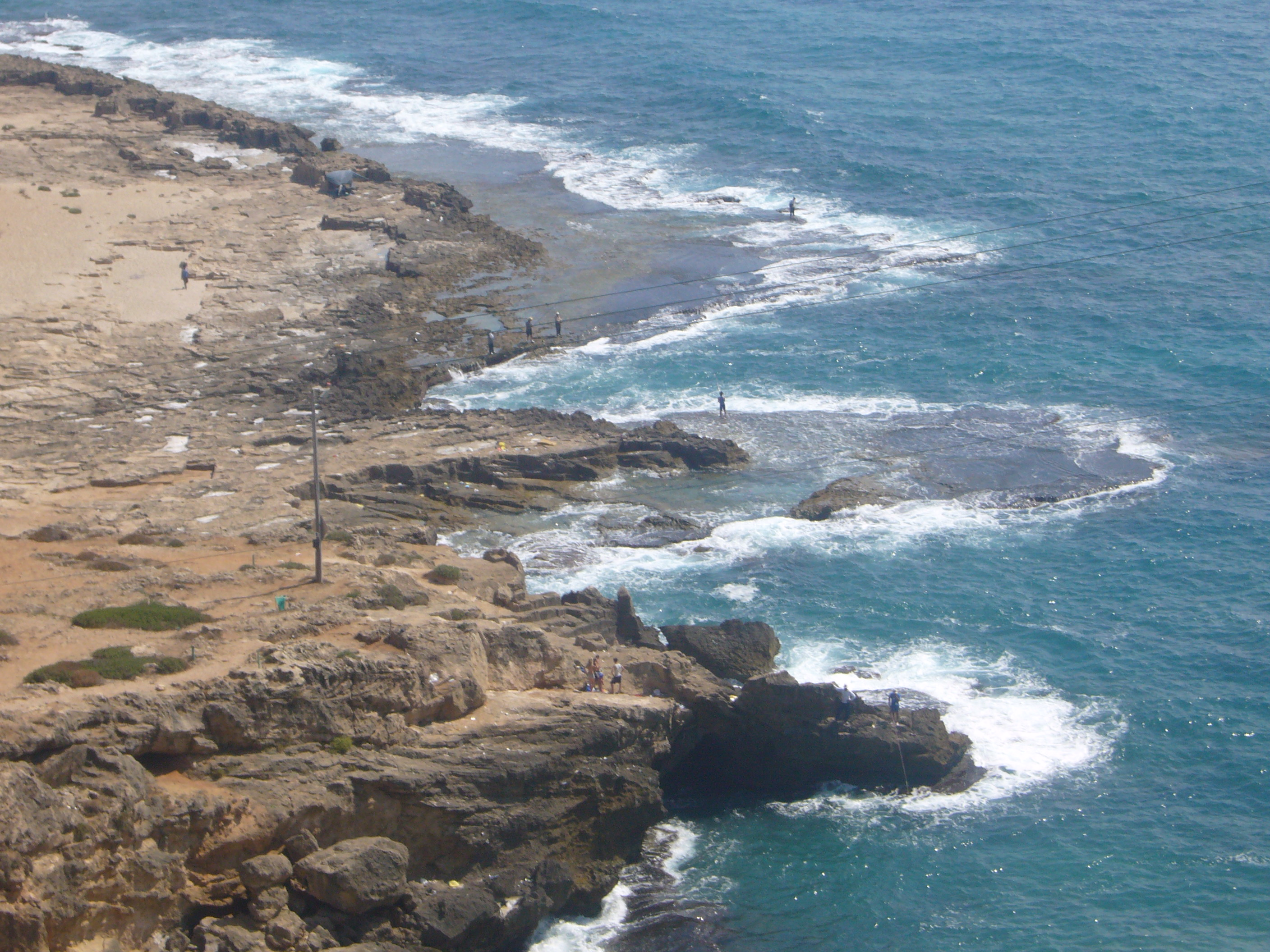
شواطئ رأس الناقورة

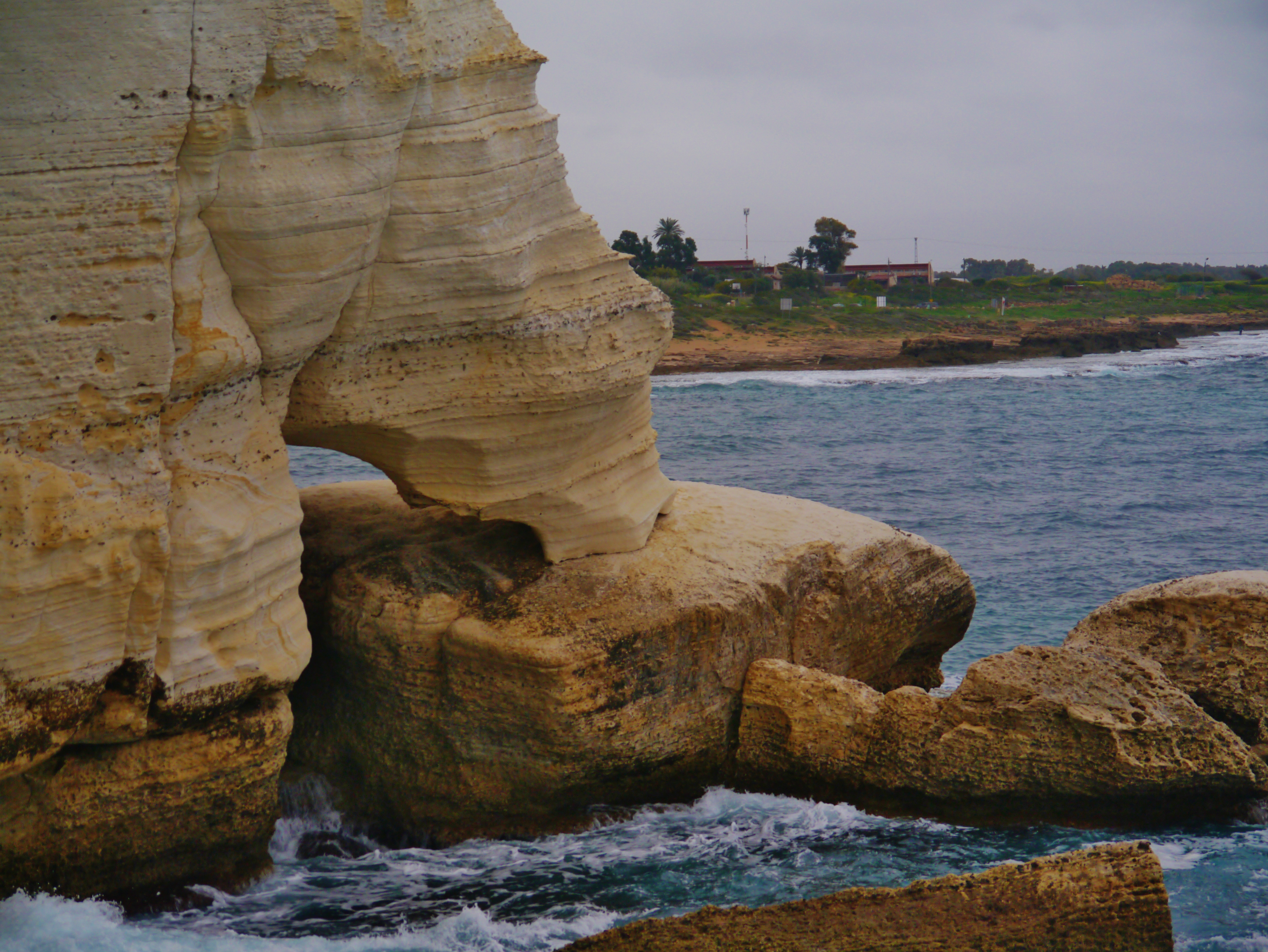
رأس الناقورة

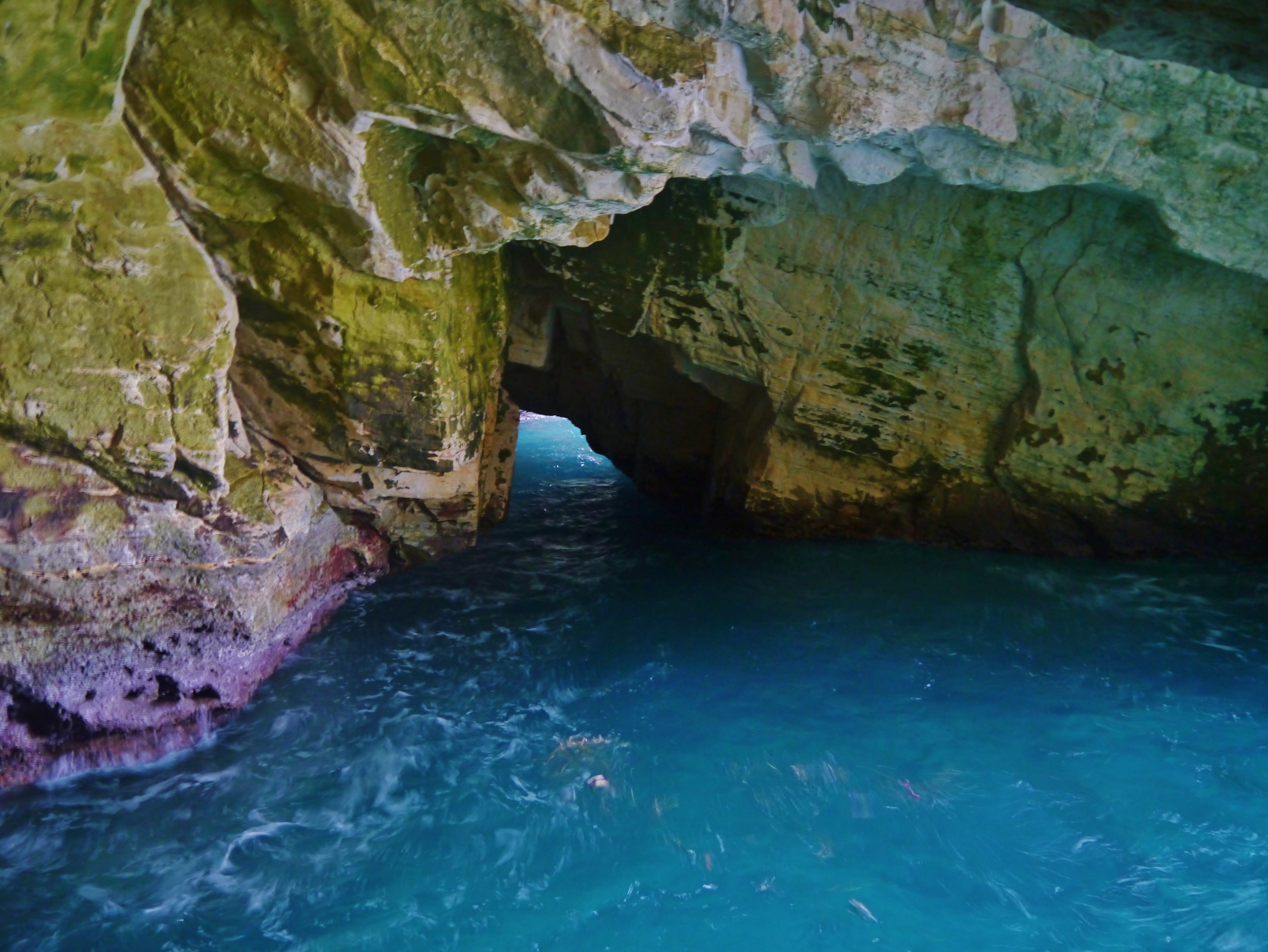
شواطئ رأس الناقورة

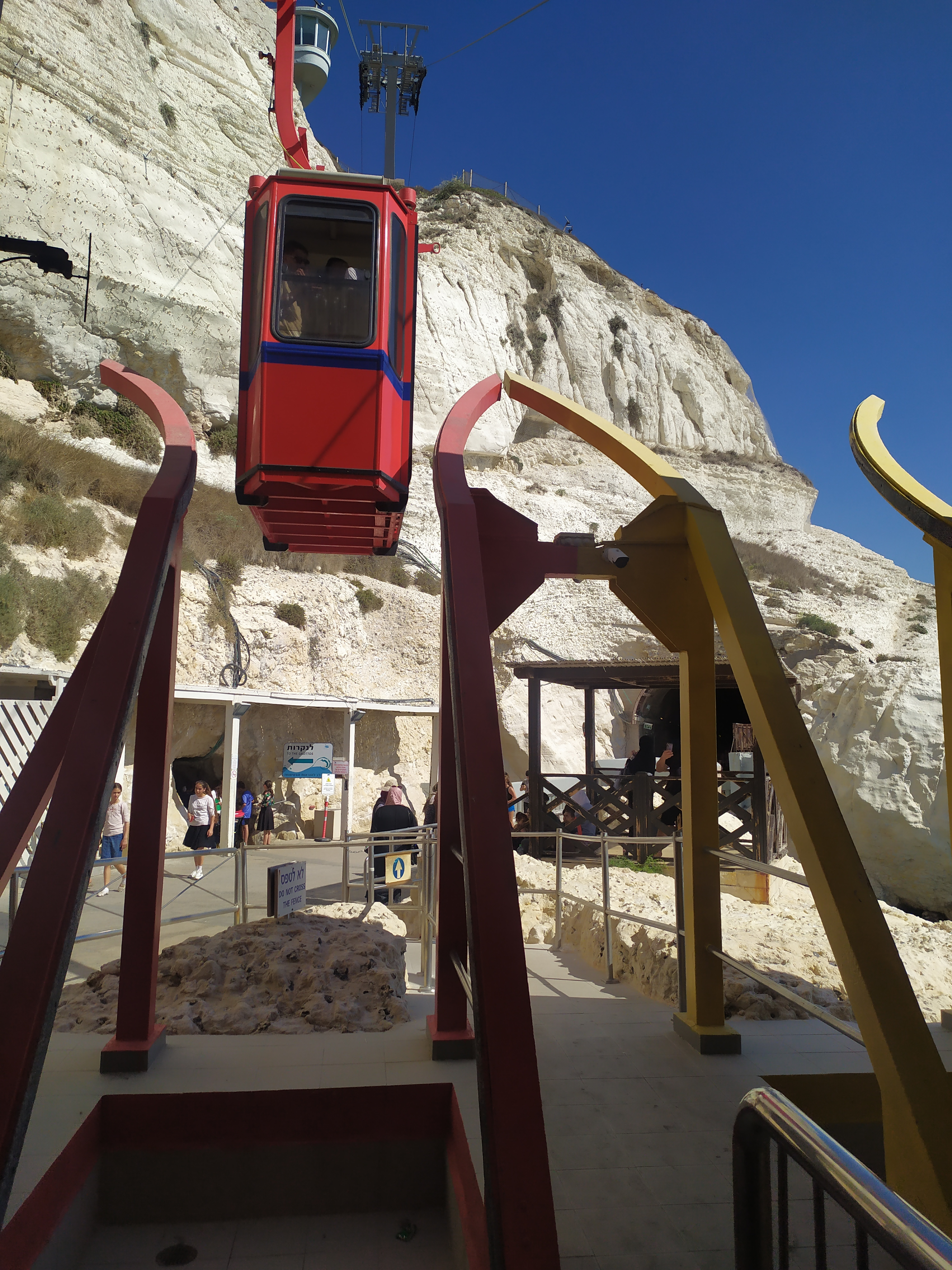
تلفريك رأس الناقورة

راس الناقورة والناقورة كلمة معناها ثقب أو حفر هي منطقة محمية طبيعية تقع في فلسطين إلى أقصى الجنوب من السهل الساحلي في جنوب لبنان، تتميز هذه المنطقة بالصخور التي تنزل إلى مياه البحر المتوسط، ارتفاعها 300 متر، في جنوبها تتواجد ثلاثة جزر.
كانت في العصور القديمة راس الناقورة على طول طريق التجارة بين الحضارات في شمال لبنان وسوريا والجنوبية منها في [فلسطين ومصر وشمال أفريقيا. المكان الذي كان يعرف آنذاك باسم «السلالم للصور.» وقد كانت بوابة دخول وخروج من فلسطين منذ العصور القديمة.
سلسلة راس الناقورة هي منحنى جيولوجي، حيث ان مركزه يستمر من جنوب غرب إلى شمال شمال شرق في داخل لبنان، في أعلى السلسلة في الشمال تتواجد صخور جيرية حيث تظهر خلابة المنظر عن بعد.
أغلبية سلسلة راس الناقورة تتواجد داخل حدود دولة فلسطين، وهي صخور متنوعة منها الجيرية حيث ان مياه البحر عبر السنين ادت إلى نحت اشكال طبيعية جميلة في هذه الصخور حيث ان هذه المناظر تتواجد في منطقة الحدود اللبنانية.

## تاريخها
في سنة 333 ق.م الإسكندر الأكبر دخل فلسطين من خلال منطقة راس الناقورة.
1915 الجيش البريطاني قام بغزو لبنان من هذا الاتجاه، حيث قام بتعبيد طريق للاليات الحربية خلال الحربين العالميتين خلال الحرب العالمية الثانية، قامت القوات البريطانية بحفر نفق للسكك الحديد بين حيفا وتشغيله حتى بيروت لتسهيل حركة الإمدادات من مصر إلى الشمال. وعندما انسحب البريطانيين في عام 1948، اعتقلت القوات الإسرائيلية سكان منطقة راس الناقورة وفجرت السكك الحديدية والجسور في الكهوف لمنع الجيش اللبناني من الغزو من هذا الاتجاه.

## محمية طبيعية
اعترفت سلطات الاحتلال الإسرائيلى بالمنطقة كمنطقة محمية طبيعية قومية، حيث يأتي الزوار لمشاهدة المناظر الخلابة لغروب الشمس وسطوعها على سلسلة راس الناقورة، حيث اقامت سلطات الاحتلال الإسرائيلى قطار هوائي بطول 102 م لمشاهدة روعة المنطقة، تتميز منطقة البحر هناك بتواجد حيوانات بحرية مختلفة وبندرتها في العالم اشمل وأيضا بيوض السلاحف المائية والسلاحف حديثة الولادة.

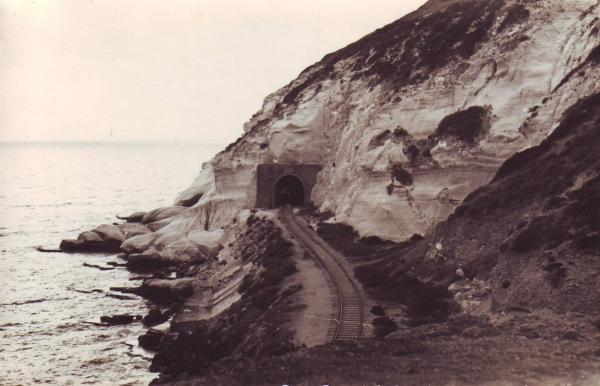
The old railway